# Ovesné Kladruby
Ovesné Kladruby (in tedesco Habakladrau o prima Kladrau) è un comune della Repubblica Ceca facente parte del distretto di Cheb, nella regione di Karlovy Vary.

## Geografia fisica
I comuni limitrofi sono Horní Kramolín a nord-est, Mrázov ad est, Bezvěrov a sud-est, Výškovice e Pístov a Süden, Martinov a sud-ovest, Vlkovice e Milhostov ad ovest, Zádub e Závišín a nord-ovest.
Il punto più alto del villaggio si trova a 758 metri s.l.m., mentre quello più basso a 698.

## Storia
La prima menzione del paese si trova su un documento del 1363. I primi insediamenti sono probabilmente risalenti al 1273. L'antico nome latino del borgo era Anavetika Cladruna; il nome odierno risale invece al 1473.

## Scuola
L'edificio scolastico è stato costruito nel 1836. Allora gli alunni erano 120 divisi in tre classi; inoltre la struttura comprendeva una cucina ed il giardino.

## Monumenti
- Chiesa parrocchiale di San Lorenzo, costruita negli anni 1746-1748 sulle rovine della struttura antecedente l'incendio del 1611
- Canonica[4] costruita nel 1830
- Vecchia stazione